# Britannia (Romeinse provincie)
Britannia was de naam van de Romeinse provincie die het latere Engeland en Wales omvatte. De belangrijkste stad was Londinium. In 43 n. Chr. viel keizer Claudius Britannia binnen. Het hedendaagse Wales en Engeland werden volledig en voor lange tijd onderworpen. Schotland werd slechts gedeeltelijk en voor korte tijd bezet. Ierland, door de Romeinen Hibernia genoemd, werd wel bezocht maar nooit veroverd.
Het gebied zou vanaf het jaar 43 een Romeinse provincie worden en in Romeinse handen blijven tot de periode rond 410, toen de laatste Romeinse soldaten het eiland verlieten onder keizer Constantijn III.

## Pre-Romeinse tijd
Voor de komst van de Romeinen was er een duidelijk onderscheid tussen de hoger en lager gelegen delen van het eiland. In de lagere gebieden bloeiden samenlevingen die zich al duidelijk in de ijzertijd bevonden. Vermoedelijk werden de Britse Eilanden reeds in de 5e eeuw v. Chr. bezocht door de Carthaagse zeevaarder Himilco en in 4e eeuw v. Chr. door de Griekse zeevaarder Pytheas. Rond 100 v.Chr. drongen Belgische immigranten het zuidoosten binnen, maar voor andere Galliërs was het een grotendeels onbekend gebied.

## Romeinse tijd

### Invasies door Julius Caesar
In het jaar 55 v. Chr. bereidde Caesar een invasie van het eiland voor, nadat hij eerst pogingen had gedaan om door inzet van Commius, een Gallische onderhandelaar en bondgenoot van Caesar, enkele akkoorden te sluiten. Door de storm en wilde zee werd echter een groot deel van de schepen vernietigd, zodat deze invasie faalde. Het jaar daarop probeerde Caesar het opnieuw en ditmaal kon hij zijn leger wel aan land krijgen. Ook deze keer kende hij enkele tegenslagen, zoals de vernietiging van een groot deel van zijn leger door een nieuwe storm. Na een periode waarin bleek dat hij de overmacht had, besloot hij om met zijn leger terug te keren naar Gallië. De volgende tachtig jaar bleef het eiland gevrijwaard van Romeinse invallen.

### Succesvolle bezetting vanaf 43 na Christus

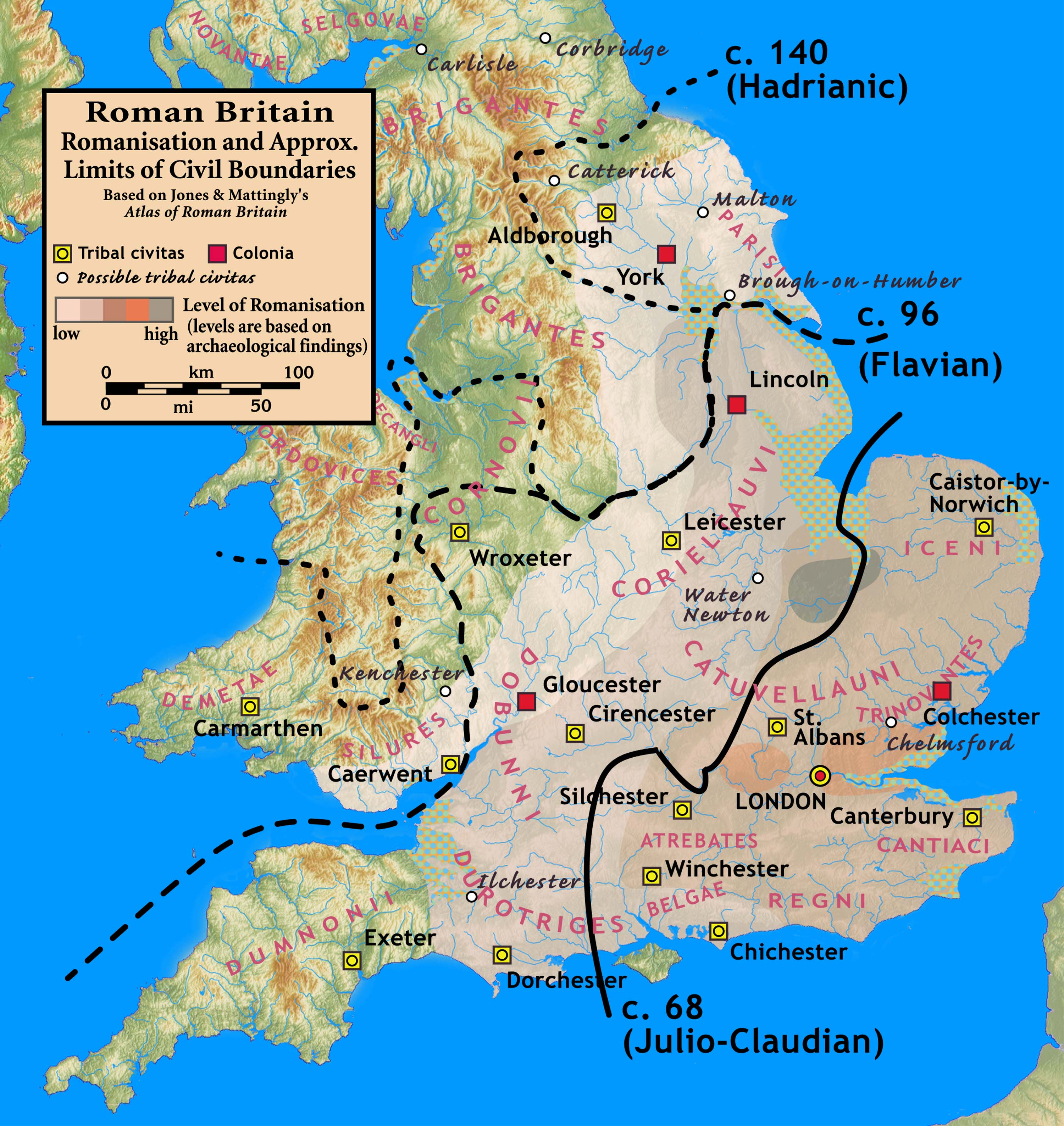
Romanisatie van Britannia

In het jaar 43 n. Chr. viel keizer Claudius opnieuw Britannia binnen. De stammen in de lagere gebieden werden snel overwonnen maar de Britten bleven opstandig. Het bekendst is nu nog de laatste serieuze Britse anti-Romeinse opstand, van Boudicca in 60-61. Vespasianus en Geta veroverden het gebied ten zuiden van de Theems en Agricola slaagde erin om ook de hoger gelegen gebieden te veroveren. De Romeinse legioenen drongen tot in het huidige Schotland door en onderwierpen de meeste stammen. Uiteindelijk zou in 122 de muur van Hadrianus gebouwd worden, die het bezette gebied beschermde tegen invallen van de meer noordelijk wonende "barbaren" zoals de Picten. Na Hadrianus slaagde Antoninus Pius er nog in om de noordelijke stammen, die onrustig bleven, te onderwerpen. Hij richtte een nieuwe linie op die echter al snel verlaten werd.

### Bestuur
Het gebied achter de muur van Hadrianus werd op gelijke wijze bestuurd als de gebieden op het Gallische vasteland. Bijgevolg werd het opgedeeld in verschillende bestuursgebieden of "civitates". Toch bleven het vooral de gebieden die vroeger al bewoond waren die nu verder werden bewoond, de andere meestal hoger gelegen gebieden kenden eenzelfde bewoningsgraad als voor de komst van de Romeinen.
De bodemschatten maakten Britannia zeer interessant voor de Romeinse overheersers. Al snel zou de welvaart van de dorpen en grote villa's groeien en kreeg het gebied meer en meer aandacht vanuit Rome zelf. Ook de aanwezigheid van een grote hoeveelheid Romeinse soldaten (hoewel Britannia maar een van de vele provincies van het Romeinse Rijk was, bevond zich in deze tijd 1/8 deel van de soldaten daar), en de daarvoor benodigde handel en infrastructuur zorgden dat de provincie in de tweede eeuw tot grote bloei kwam.

### Septimius Severus
Na de moord op keizer Commodus in 192 ontstond er een interne strijd binnen het Romeinse Rijk. De opvolger Pertinax werd namelijk al snel vermoord en het keizerschap werd toen gekocht door Didius Julianus die de pretoriaanse garde hiertoe had omgekocht. Uit onvrede over de gang van zaken werden drie commandanten door hun eigen troepen uitgeroepen tot keizer: Septimius Severus, Niger (die in Syria de macht had) en Albinus (die Britannia onder zijn hoede had). Septimius Severus slaagde erin om de drie anderen uit de weg te ruimen en zelf de absolute macht te grijpen. Tijdens deze strijd had Albinus wel de meeste van zijn troepen uit Britannia weggetrokken om te gaan strijden, waardoor de grootste delen van het gebied bijna onbeschermd achterbleven. Het duurde dan ook niet lang of de inlandse stammen kwamen in opstand en enkel de tussenkomst van Severus en zijn zoon Caracalla zorgde ervoor dat het land tot aan de muur van Hadrianus werd behouden.
Deze twee heersers zouden ook elk op zijn wijze het lot van de provincie bepalen. Zo deelde Severus het land op in Britannia Superior met hoofdstad Londinium (Londen) en Britannia Inferior met hoofdstad Eboracum (York) om zo de macht van de gouverneurs af te zwakken. Zijn zoon gaf met de "bepaling van Constantijn" elke vrij geboren man in het Rijk het volledige Romeinse burgerschap. Hierdoor kon hij de belastingen gevoelig verhogen om zo zijn bestuur te betalen.

### Saksische piraten en onrust in de tweede helft van de 3e eeuw

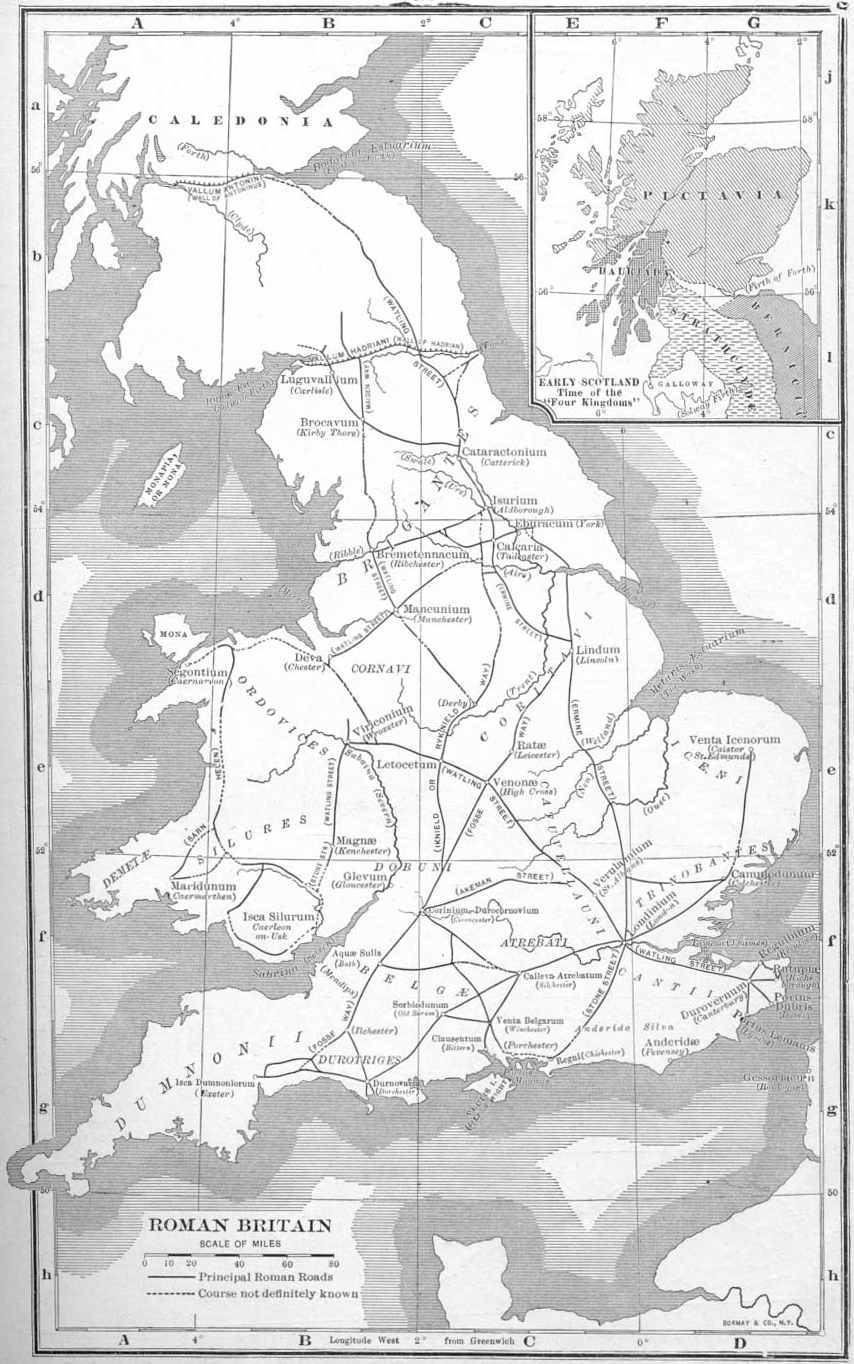
Romeins Britannia met belangrijkste hoofdwegen en stedelijke centra

De eerste helft van de derde eeuw na Christus was grotendeels een rustige tijd voor de twee provincies in het uiterste noordwesten van het Rijk. Toch ontstond er een nieuwe dreiging, in de vorm van Saksische piraten. Hun leider trachtte het gebied te bezetten en zo keizer Diocletianus te verplichten hem als co-regent aan te stellen. Deze dreiging vervaagde met de moord op deze piratenkapitein. Halverwege de derde eeuw werden de meeste steden voorzien van stenen muren en verdedigingswerken. Met uitzondering van Londinium waren de steden klein. Door het wegtrekken van troepen, die aan de Rijn- en Donaugrens en in het oosten meer nodig waren, en doordat de piraten de handel met het continent moeilijk maakten, liep de economie terug.
Britannia was enige tijd onderdeel van het Gallische keizerrijk (260-274), en een aantal jaren later (287) maakte de succesvolle generaal Carausius zich heerser van Britannia. Hij werd echter vermoord, en zijn opvolger, Allectus, werd verslagen door keizer Constantius I, zodat in 296 Britannia weer volledig onderdeel van het Romeinse Rijk werd.

### Constantijn de Grote
In 306 keerde Constantius terug naar Britannia. Hij versloeg de Picten, maar overleed daarna plotseling in York. Zijn zoon Constantijn werd door zijn troepen tot Augustus uitgeroepen. Hierop volgde een periode van interne strijd, waarin echter uiteindelijk Constantijn als keizer overbleef. Voor Britannia was de eerste helft van de vierde eeuw een periode van grote bloei. Er werd veel gebouwd en op het platteland verschenen grote particuliere huizen. De structuur van de samenleving en economie was wel anders dan tijdens de eerdere bloeiperiode: Het geld werd nu niet besteed aan publieke werken, maar aan grote en luxueuze private gebouwen. Ook was de handel met het continent veel kleiner, en waren er dan ook minder exotische importproducten, maar bloeide de eigen industrie als nooit tevoren. Het gebied werd vervolgens opgedeeld in vier provincies. Voorts deed de christelijke godsdienst zijn intrede in het land.

### Neergang in de 4e eeuw
Vanaf het midden van de vierde eeuw na Christus nam de Romeinse suprematie in West-Europa af. Het rijk werd geconfronteerd met economische, bestuurlijke en buitenlandse problemen. Aan de grenzen verschenen aanhoudend vreemde volken die in het Rijk toegelaten wilden worden. Grote groepen Germanen kregen toestemming zich binnen het Rijk te vestigen. Anderen werden geweigerd en probeerden daarna zelf een toegang te forceren.
Britannia kreeg in die tijd te maken met aanvallen van de Picten, Schotten, Attacotti, Saksen en Friezen. Al in 343 zag keizer Constans I zich gedwongen om zelf aan hoofd van een troepenmacht de Britse verdediging te versterken. Verder worden er zware aanvallen gemeld voor 364 en in 367 (de barbaria conspiratio) zouden de Romeinse troepen zelfs bijna volledig vernietigd worden. In het noorden werd de muur bestormd en doorbroken, in het centrum kwamen de plaatselijke foederati in opstand, en de oostelijke forten aan de zee werden vernietigd door de Saksen, terwijl de westelijke kust door Scottii uit Ierland werd aangevallen.
Het was uiteindelijk generaal Theodosius (de vader van de gelijknamige keizer) die in opdracht van keizer Valentinianus I het gebied in 368 opnieuw onder controle bracht en de orde herstelde. Hij liet alle versterkingen herbouwen en richtte een vijfde provincie op naast de vier reeds bestaande provincies om het gebied beter te kunnen beschermen. De opvolging van Valentinianus verliep niet van een leien dakje en na acht jaar van opdeling van het rijk en van nieuwe heersers aanvaardden de troepen van Britannia de nieuwe heerser Gratianus niet als hun leider, maar riepen ze een generaal die nog onder Theodosius tegen de Picten vocht, Magnus Maximus, als keizer uit. Na vijf jaar werd ook hij vermoord. Vijandelijke volken maakten van de gelegenheid gebruik om strooptochten in Britannia uit te voeren, maar na Maximus' dood in 388 werd opnieuw de rust hersteld, nu officieel door de westelijke keizer Valentinianus II, maar in werkelijkheid maakte Theodosius I nu de dienst uit. Na diens dood in 395 ging het snel bergafwaarts met het Romeinse Rijk. In 398 volgde een nieuwe aanval van de Picten. De legeraanvoerder Stilicho toog naar Britannia om de aanval af te slaan.

## Het einde van de Romeinse heerschappij
In 401 werd Italië zelf aangevallen, en Stilicho keerde terug, waarbij hij een deel van de troepenmacht uit Britannia meenam. Als gevolg van het binnendringen van de Alanen, Vandalen en Sueven in Gallië kwamen de overgebleven legeronderdelen in Britannia in opstand. Uit hun midden werden achtereenvolgens Marcus, Gratianus en Constantijn tot keizer benoemd. De eerste twee werden na enkele maanden door hun eigen mannen gedood, maar Constantijn stak in 407 het Kanaal over en nam zowat de gehele Romeinse krijgsmacht mee. Constantijn werd na een aantal jaren met veel strijd (tegen de barbaren, tegen keizer Honorius en tegen andere opstandelingen en troonpretendenten) uiteindelijk in 411 door Honorius verslagen en gedood. Volgens de berichten bevonden zich na 409 geen Romeinse soldaten meer in Britannia en zouden daarna ook geen nieuwe troepen meer terugkeren. Zozimus bericht ons dat de gedesillusioneerde Britten in opstand kwamen tegen Constantijn nog voor diens val  De Romeinen op het Britse eiland geraakten steeds meer in afzondering en moesten zelf hun verdediging organiseren. Grote groepen  Saksen, Juten en Angelen staken de Noordzee over en vestigden zich in de Britse provincies. De steden en verdedigingslinies raakten geleidelijk aan in verval. Er kwam een einde aan eeuwen van Romeinse overheersing van Britannia en ook op het vasteland van Europa zou het West-Romeinse Rijk in 476 voorgoed verdwijnen.
Economisch ging het in de tweede helft van de vijfde eeuw, zowel door de barbaarse aanvallen zelf als door de kosten van de verdediging hiertegen, snel bergafwaarts, en waar in het midden van de eeuw de steden nog bloeiden, waren ze rond 410 grotendeels of zelfs geheel verlaten. De periode was dus niet alleen politiek, maar ook sociaal de afsluiting van een periode.
Zie voor het vervolg van de geschiedenis: Romano-Britten.
Achaea · Alexandria et Aegyptus · Africa · Alpes Cottiae · Alpes Maritimae · Alpes Poeninae · Arabia Petraea · Armenia Inferior · Asia · Britannia · Cappadocia · Cilicia · Corsica · Creta · Cyprus · Cyrenaica · Dacia · Dalmatia · Epirus · Galatia · Gallia (Aquitania · Belgica · Lugdunensis · Narbonensis) · Germania (Inferior · Superior) · Hispania (Baetica · Lusitania · Tarraconensis) · Italia · Iudaea · Lycaeonia · Lycia · Macedonia · Mauretania (Caesariensis · Tingitana) · Moesië (Inferior · Superior) · Noricum · Numidia · Pannonia (Inferior · Superior) · Pamphylia · Pisidia · Pontus et Bithynia · Raetia · Sardinia · Sicilia · Syria · Thracia

Tijdelijke bezettingen: Germania (7-9 n.Chr.) · Armenia (114-117 n.Chr.) · Assyria (116-117 n.Chr.) · Mesopotamia (115-117 n.Chr.)
1. ↑  Zosimus 6.5.3